# Coupe arabe des clubs champions de basket-ball
La coupe arabe des clubs champions de basket-ball est une manifestation sportive réunissant tous les ans les clubs arabes de basket-ball masculins ayant remporté leur championnat national.
L'édition de 2015 a lieu à Dubaï aux Émirats arabes unis. L'Étoile sportive du Sahel donne à la Tunisie son second titre après celui de 1997 en battant le GS Pétroliers (74-62) en finale.
La ville de Sousse accueille l'édition 2016 lors de laquelle l'équipe locale, l'Étoile sportive du Sahel conserve son titre en battant en finale l'AS Salé (72-62).

## Palmarès
| Édition | Année | Lieu                            | Vainqueur                | Finaliste                 | 3e place                   |
| ------- | ----- | ------------------------------- | ------------------------ | ------------------------- | -------------------------- |
| 1re     | 1978  | Alep (Syrie)                    | Al-Jalaa Damas           | Orthodox Club (en)        | Al-Shabab Riyad            |
| 2e      | 1987  | Alger (Algérie)                 | Al Ittihad Alexandria SC | MC Alger                  | Ohud Médine (en)           |
| 3e      | 1988  | Casablanca (Maroc)              | Al-Rasheed               | ES Goulettoise            | TS Casablanca              |
| 4e      | 1989  | Le Caire (Égypte)               | IRB Alger                | Zamalek SC                | ES Goulettoise             |
| 5e      | 1990  | Amman (Jordanie)                | Al-Rasheed               | Kazma Koweït              | IRB Alger                  |
| 6e      | 1991  | Alexandrie (Égypte)             | Al Ittihad Alexandria SC | Al Ahly                   | Al Ittihad Alep (en)       |
| 7e      | 1992  | Alep (Syrie)                    | Al Ittihad Alep (en)     | ES Goulettoise            | Al Ittihad Alexandria SC   |
| 8e      | 1993  | Le Caire (Égypte)               | Gezira Sporting Club     | Stade nabeulien           | Ezzahra Sports             |
| 9e      | 1995  | Le Caire (Égypte)               | Al Ittihad Alexandria SC | Gezira Sporting Club      | Al Ahly                    |
| 10e     | 1996  | Beyrouth (Liban)                | Al Ittihad Alexandria SC | Club Sagesse              | Al-Hilal (Riyad) (en)      |
| 11e     | 1997  | Nabeul (Tunisie)                | Stade nabeulien          | Zamalek SC                | Ezzahra Sports             |
| 12e     | 1998  | Beyrouth (Liban)                | Club Sagesse             | WA Boufarik               | Ittihad (Djeddah) (en)     |
| 13e     | 1999  | ? (Liban)                       | Club Sagesse             | Al Ahly                   | Al Ittihad Alexandria SC   |
| 14e     | 2000  | Dubaï (Émirats arabes unis)     | Gezira Sporting Club     | Al Ahly                   | Club Sagesse               |
| 15e     | 2001  | ? (Arabie saoudite)             | Gezira Sporting Club     | DRB Staoueli              | Al Ahly                    |
| 16e     | 2002  | ? (Liban)                       | Al Ittihad Alexandria SC | DRB Staoueli              | Gezira Sporting Club       |
| 17e     | 2004  | Djeddah (Arabie saoudite)       | Ittihad (Djeddah) (en)   | Gezira Sporting Club      | MC Alger                   |
| 18e     | 2005  | Dubaï (Émirats arabes unis)     | Riyadi Club Beyrouth     | Fastlink Sports Club      | Gezira Sporting Club       |
| 19e     | 2006  | Rabat (Maroc)                   | Riyadi Club Beyrouth     | Ittihad (Djeddah) (en)    | Raja CA                    |
| 20e     | 2007  | Djeddah (Arabie saoudite)       | Riyadi Club Beyrouth     | Al-Ahli SC (Djeddah) (en) | Ittihad (Djeddah) (en)     |
| 21e     | 2008  | Amman (Jordanie)                | Zain Club (en)           | Club Sagesse              | Al Kuwait SC (en)          |
| 22e     | 2009  | Beyrouth (Liban)                | Riyadi Club Beyrouth     | Club Sagesse              | Applied Sciences Institute |
| 23e     | 2010  | Alexandrie (Égypte)             | Riyadi Club Beyrouth     | Al Mouttahed Tripoli      | Al Ittihad Alexandria SC   |
| 24e     | 2011  | Abou Dabi (Émirats arabes unis) | An Nahl Sharjah          | AS Salé                   | Applied Sciences Institute |
| 25e     | 2012  | Benghazi (Libye)                | Ahly Benghazi S.C. (en)  | JS Kairouan               | CA Bizerte                 |
| 26e     | 2013  | Benghazi (Libye)                | Ahly Benghazi S.C. (en)  | AS Hammamet               | TACAPES                    |
| 27e     | 2014  | Salé (Maroc)                    | Al-Rayyan SC (en)        | AS Salé                   | Riyadi Club Beyrouth       |
| 28e     | 2015  | Dubaï (Émirats arabes unis)     | Étoile sportive du Sahel | GS Pétroliers             | El Jaish SC (en)           |
| 29e     | 2016  | Sousse (Tunisie)                | Étoile sportive du Sahel | AS Salé                   | Al-Gharafa SC (en)         |
| 30e     | 2017  | Salé (Maroc)                    | Homenetmen Beyrouth      | AS Salé                   | Gezira Sporting Club       |
| 31e     | 2018  | Beyrouth (Liban)                | Al Ittihad Alexandria SC | Beirut Club               | AS Salé                    |
| 32e     | 2019  | Salé (Maroc)                    | Al Ittihad Alexandria SC | Beirut Club               | US Monastir                |
| -       | 2020  | -                               | Non disputée             | -                         |                            |
| 33e     | 2021  | Alexandrie (Égypte)             | Al Ahly                  | Al Kuwait SC (en)         | Ezzahra Sports             |
| 34e     | 2022  | Sabah Al Salem (Koweït)         | Al Kuwait SC (en)        | Al Ahly                   | Beirut Club                |
| 35e     | 2023  | Doha (Qatar)                    | Beirut Club              | AS Salé                   | Al Kuwait SC (en)          |
| 36e     | 2024  | Alexandrie (Égypte)             | Al-Arabi SC              | Al Ittihad Alexandria SC  | SC Alexandrie              |

## Résultats détaillés

### Édition 1987
La 2e édition du championnat arabe des clubs champions s'est déroulée à Alger, a la salle Harcha, du 10 au 15 avril 1987.
Avec la participation de 5 clubs. le MPAlger Algérie (club organisateur), L'Ittihad D'Aléxandrie  Égypte, Ouhoud Médine  Arabie saoudite, El-Rachid  Irak et le Kawkeb du Khartoum  Soudan. On enregistre le forfait de trois équipes :- La Goulette  Tunisie, un club du  Bahreïn et le représentant de la  Jordanie le tournoi s'est déroulée en formule mini- championnat avec simple aller.(président de l'union arabe de basket-ball, docteur : Mehdi.
- Résultats :
- 1re journée :
- vendredi 10 avril 1987.
- à 15h30 : MPAlger  Algérie - Kawkeb Khartoum  Soudan (84-66), mi-temps 49-30.
- à 17h : Union Aléxandrie  Égypte - Al-Rachid Baghdad  Irak (79-76), mi-temps 43-40.
- Exempt :- Ohod Club  Arabie saoudite
  - 2e journée:-
- samedi 11 avril 1987 à 17h30 :-
  - Union d'Alexandrie  Égypte bat Ohod Club  Arabie saoudite 84 à 82 (mi-temps : 41 à 42)
- Fiche Technique du match (les joueurs et les points) :-
  -     - Union Alexandrie  Égypte : -
- Zaher Abdelbasset (10pts), Mamdouh Mohamed (5pts), Mekaoui Hossein (9pts), Fouad Abou El-Kheir (9pts), Ahmed Mohamed Smar (12pts), Mohsein Ouerda (12pts), Tarek Essabagh (9pts), Abou Al-Aynine (5pts).
- Ohod Club  Arabie saoudite :-
- Mohamed Djebri (2pts), Abderrahmane Seif (2pts), Abdelmohsein Khaief (19pts), Abdeddine Abdelkader (17pts), Abdessaid (9pts), Essalek (2pts), Khelifa Al-Walid (8pts), Ahmed Thoulata (21 pts).
- à 19h00 : Al-Rachid  Irak - kawkeb  Soudan (92-76), mi-temps 35-50.
- Exempt : MPAlger  Algérie.
- Jour de Repos :- Dimanche 12 Avril 1987.
- 3e journée :-
- Lundi 13 Avril 1987 :
- à 17h30 : Kawkeb Soudan  Soudan- Ittihd Alexandrie  Égypte (65-106).
- à 19h : Ohoud Club  Arabie saoudite - MPAlger  Algérie (83-88).
- Exempt : Al-Rachid Club  Irak.
- 4e journée :-
- Mardi 14 Avril 1987 :
- à 17h30 : Al-Rachid Club  Irak - MPAlger  Algérie (75-83)
- à 19h00: Al-kawkeb Soudani  Soudan - Ohoud Club  Arabie saoudite (84- 105).
- Exempt : Ittihad Sekendary  Égypte (egypte).
- 5e et dernière journée :-
- Mercredi 15 Avril 1987 :
- a 17h30 : Ohoud Club  Arabie saoudite - Al-Rachid Club  Irak (88-85).
- a 19h00 : MPAlger  Algérie - Union Alexandrie  Égypte (86-89), mi-temps 48-48.
- Feuille de match : -
- Salle Harcha Hacène, Alger :- affluence nombreuse, faible arbitrage du duo Khalil Majid  Irak et Abderrahmane Al Ghaziz  Arabie saoudite. Expulsion de 5 fautes : El-Mehnaoui  (MPAlger) et Issam Eddine  (Ittihad Alexandrie).
- composition des équipes :-
- MPAlger  Algérie :- Ben Abid, Ezzine (2pts), Malki (16) Barka Faycal (26pts), Sellal (9), Aktouf Faycal (10), Aktouf Kamel (1), Slimani (14), El-Mehnaoui (14). *Entraineur : - Ben Chammam Hamou  Algérie.
- Ittihad Sekandary  Égypte :-
- Abdel Bassat Hassèn (11pts), Mohamed Slimani (8pts), Omar Abou Al Khair (18pts), Ahmed Soulaymane (2), Midhat Warda (20pts), Kamel Al Sabagh (19), Essam Moujahid (05), Abou Al Ainayne (06).
- Entraineur :- Mohamed Abdelwaheb Mohamed  Égypte.
- Source[8]
- Exempt : Al-Kawkeb Al-Soudani  Soudan.
- Classement final :
- 1er- Ittihad Essekendary  Égypte  * 8pts ,, 4j ,,4g,, 00p ,,pp; 358-pc: 309 (+49) .
- 2e- MPAlger  Algérie               * 7pts *4j*3g*1p**341**313 (+28) .
- 3e- Ohoud Club  Arabie saoudite            *6pts*4j*2g*2p***344**341**+03 .
- 4e- Al-Rachid Club  Irak        * 5pts*4j* 1g*3p **328**326**+02 .
- 5e- Kawkeb Club  Soudan          *4pts**4j **00g**4p** 291 ** 387 **- 96 .
- Distinctions :
- meilleur marqueurs : 1er- hameur mustapha (Al-Rachid Club) 106 points.
- meilleur joueurs : 1er- ame foued abou lkheir (egypte) - 2e- barka faycal (algerie) 3e- mustapha thameur (irak) 4e- hacène malki) mpalger), 5e- samir el-mehnaoui (mpalger) 23 ans, 202 cm.
- meilleurs arbitres : 1er- noureddine chachoua (algerie), 2e- abderrahmane djedidi (algerie), 3e- abderrahmane al-azziz (saudia) 4e- djaafar ben meridja (algerie), 5e- khalil madjid khalil (irak)
- coupe fair play : 1- kawkeb soudani, 2e- ohoud saoudi, 3e- mpalger.
- Statistiques :
- joueur plus âgé : barka faical (mpalger), moins agé : ahmed hamza (kawkeb soudani) 15 ans.
- joueur plus taillé : issameddine abou el-ainaine (ittihad alexandrie) 210 cm / 110 kg (29 ans).
- joueur moins taillé : rabie ahmed mabrouk (kawkeb soudani) 155 cm / 55 kg.
- Sources[9]
- L'effectif du MPAlger  Algérie : malki ahcène, barka faycal, slimani mourad, aktouf kamel, aktouf faycal, el-mehnaoui, zine driss, sellal, benabid, kaouane, haddadi, mezouane mehani el-hadi, salemkour djamel, dahmoune rabah. - entraineur : benchemmam hamou.

### Édition 1988
- la 3e édition du championnat arabe des clubs champions s'est déroulée à Casablanca (Maroc) entre le 1er et 8 avril 1988, avec la participation de dix équipes.
- résultats :
- groupe (a) :
- 1re journée : vendredi 1er avril 1988 :
- club Tabacs Casablanca (maroc) - club Haifa (palestine) 85-81.
- al-Rachid (irak) - ittihad Alexandrie (egypte) 86-79.
- exempt : nadi qatar.
- Groupe (B) :
- samedi 2 avril 1988 :
- waboufarik (algerie) - ohoud club (saoudia) 61-84.
- la goulette (tunisie) - ahly egypte (74-73)...* exempt : kawkeb (soudan).
- haifa (palestine) - nadi qatar (80-67) gr:a.
- Dimanche 3 avril 1988 :
- tabacs maroc- alexandrie (104-99) gr:a
- al-rachid (irak) - haifa (palestine) 121-99) gr:a
- ohoud saoudi- la goulettes (tunisie) 104-96) gr;b
- ahly masr- kawkeb soudan (96-69. gr: b...* exempt : waboufarik
- lundi 4 avril 1988 : jour de repos pour toutes les équipes.
- mardi 5 avril 1988 : 5e journée.
- tabacs maroc- al-rachid (irak) 111-106 ap (groupe a)
- nedjm halek el-ouadi (la goulettes) tunisie - waboufarik (78-70). gr b
- nadi qatar - ittihad el-éskandaria (95-97) gr a
- el-kawkeb el-soudani - ohoud saoudi (78-85) gr b
- mercredi 6 avril 1988 :
- ohoud saoudi - ahly masr (85-84) gr b.
- al-rachid irak bat nadi qatar (.-.) gr a
- ittihad essakendari bat haifa palestine (.-.) gr a
- ahly masr bat waboufarik (87-35) gr b
- la goulettes - el-kawkeb soudan (97-55) gr b
- waboufarik - el-kawkeb soudan (83-60).gr b
- Classement final :
- groupe (a) 1er- tabacs maroc 8pts /4j...2e- la goulette (tunisie) 7pts/4j...3e- ittihad aléxandrie 6pts/4j...4e- haifa palestine 5pts/4j...5e- nadi qatar 4pts/ 4j.
- groupe (b) : 1er- ohoud saoudi 8pts /4j...2e- la goulette 7pts/4j...3e- ahly masr 6pts/ 4j...4e- waboufarik 5pts / 4j... 5e- el-kawkeb soudan 4pts / 4j.
- Demi-Finales :
- jeudi 7 avril 1988 : à casablanca (maroc).
- tabacs maroc - la goulette (tunisie) (../..)
- al-rachid (irak) ohoud saoudi (../..)
- FINALE :
- vendredi 8 avril 1988 : al-rachid irak - la goulette (tunisie) 79-73, mi-temps (44-35).
- 3e place : tabacs maroc - ohoud (saoudi (96-92), mi-temps (38-42).
- 5e place : ahly masr ittihad al -iskandarie 94-90)
- 7e place : haifa palestine - waboufarik (106-105)
- 9e place : nadi qatar - al-kawkeb soudan (85-84)
- Sources :
- El-Djemhouria du lundi 4 avril 1988 page 12.
- El-Djemhouria du mardi 5 avril 1988 page 12.
- El-Djemhouria du jeudi 7 avril 1988, dans le supplément -sports, page 1.
- El-Mountakheb no 123 du samedi 23 avril 1988 page 24.
- l'horizons no 788 du dimanche 10 avril 1988 page une (1).

### Édition 1989
- la 4e édition s'est déroulée au Caire capitale de l'Égypte du 16 au 20 mars 1989, avec la participation de huit équipes.
- Résultats du Groupe (B) :
- IRB/ECTAlger - Ohoud Club (Arabie Saoudite) 103 - 79.
- IRB/ECTAlger - la Goulette (Tunisie) 85-87 ap.
- IRB/ECTAlger - Khadhima Club (Koweit) 70-68.
- Classement du Groupe (A) :
- 1er- Errachid (Irak), 2e- Zamalek (Egypte).
- Classement du Groupe (B) :
- 1er- La Goulette Kram (Tunisie), 2e- IRB/ECTAlger.
- Demi-Finales :
- IRB/ECTAlger - Errachid (Irak) 77-73.
- Zamalek (Egypte) bat La Goulette (Tunisie) ?
- FINALE :
- IRB/ECTAlger - Zamalek (Egypte) 75-74.
- 3e place :
- La Goulette (Tunisie) bat Errachid (Irak) 76-70.
- Sources :
- L'Almanach du Sport Algerien, Tome 1, Anep - Janvier 1990 page 488 de Hamid Grine.
- El-Mountakheb de Mars 1989.
- El-Hadef de Mars 1989.
- El-Djemhouria du mardi 21 mars 1989 page sportive.
- l'effectif de l'irbinaa alger champions arabe : Maali Djaafar (1-5-1959, 1,97m), Achit karim (23-6-1967, 1,94m), Bellal mohamed 6-2-1966, 1,96m), Doghmane, Guedioui Salah (7-5-1959, 1,78m), Chouiha Youcef (20-7-1967, 1,78m), Chouiha Fouad (28-1-1965, 1,81m), Yahia Mohamed (8-12-1967, 1,76m), Sakhi, Houri Youcef (23-2-1965, 1,88m), Benmoumene Fethi (22-4-1968. 1,96m), Mostaghanemi Karim(né le 18-4-1958.1,72m), - Entraineur : Terrai Rabah et Khoukhi.

### Édition 1990
- la 5e championnat arabe de basket-ball hommes a été déroulée à Amman en  Jordanie à partir du samedi 28 avril 1990 jusqu'à mai 1990.
- Equipes Participants : -
- Groupe A : -
- IRBina Alger  Algérie, Al-Ittihad  Syrie, Nadi Taaz  Yémen, Al Ahly  Égypte.
- Groupe B : -
- Ar-Rachid  Irak, Nadi Ghazza  Palestine, Club Mono Plus  Maroc, Al-Orthodoxe  Jordanie.
- Groupe C : -
- Ohood Club  Arabie saoudite, Nadi Kadhima  Koweït, Stade Tunisien  Tunisie, USMAlger  Algérie.
- Source : -
- El-Djemhouraia  Algérie du mercredi 25 avril 1990 / 30 ramadhan 1410 hégir. page 9.
- Résultats : -
- samedi 28 avril 1990 a Amman : -
- Match d'Ouverture : - Nadi Al-Orthodoxe  Jordanie - Nadi Al-Tibgh  Maroc 106 à 76.
- Source : -
- L'Hebdomadaire  Algérie El-Mountakheb no 231 du samedi 5 mai 1990 page 18.

### Édition 1996
- la dixiéme édition du championnat arabe des clubs champions masculin de basket-ball s'été déroulée a Beirouth  Liban du mardi 12 mars au ? mars 1996.
- Equipes Participants : -
- 23 équipes partipantes représentant dix pays (hommes et femmes.
- source : -
- El-Moudjahid  Algérie du lundi 18 mars 1996 page 20.
- les résultats disponible : -
- 1er tour : -
- Groupe de L'ERCAlger  Algérie 3 équipes : -
- Mercredi 13 mars 1996 : -

Al-riyadhi  Liban bat l'ERCAlger  (80 à 62) mi-temps (32-34).
- Vendredi 15 mars 1996 : -
- Zamalek  Égypte bat ERCAlger  Algérie 95 à 65.

Dimanche 17 mars 1996 : -
- Zamalek  Égypte bat Erriyadhi  Liban 73 à 72.
- classement du groupe de L'ERCAlger  Algérie : - : -1er- Zamalek  Égypte, 2e- Al-Riyadhi  Liban, 3e- IRB/ECTAlger.
- Groupe du SRAnnaba  Algérie 4 équipes : -
- jeudi 14 mars 1996 : -
  - Al-Jazira  Égypte bat SRAnnnaba 78 à 70.
  - Al-Kahrabaa  Liban - Al-Wahda  Syrie (../..).
- Samedi 16 mars 1996 a Beyrouth  Liban : -
- SRAnnaba  Algérie bat Kahraba club  Liban (../..).
- Al-Wahda  Syrie - Al-Jazira  Égypte (.. /..).
- lundi 18 mars 1996 :
- SRAnnaba  Algérie battu Al-Wahda  Syrie 82 à 84) ap (72 à 72) en temps réglementaire.
- Al-Jazira  Égypte - Kahrabaa Club  Liban (../..).

classement du groupe de SR Annaba  Algérie :-
- 1er- Al-Jazira  Égypte, 2e- Al-Wahda  Syrie, 3e- SRAnnaba  Algérie, 4e- Al-Kahrabaa  Liban.
- lundi 18 mars 1996 a Beirouth : -
- Hilal  Arabie saoudite - EZzhara sports  Tunisie (../..).
- Résultats du 4e jour de la compétition disputés le vendredi 15 mars 1996 : -
- Alexandrie  Égypte bat El-Wihda  71 à 64.
- Zamalek  bat IRB/ECTAlger  95 à 65.
- Attadhamoun  Liban bat Al-Quadissiya  Koweït 71 à 69.
- Résultats du 6e jour de la compétition disputés le dimanche 17 mars 1996 : -
- Al-Wihda  bat Al-Quadissiya  Koweït 86 à 41.
- Zamalek  Égypte bat ErRiyadhi  Liban 73 à 72.
- Alexandrie  Égypte bat Attadhamoun  Liban 80 à 66.
- MATCHES de Classements : - (du 8e au 16emes).
- le SRAnnaba rencontrera l' équipe du Ahly  Égypte 86 à 81 victoire du SRAnnaba.
- l'IRB/ECTAlgre  Algérie rencontrera l'équipe du Quadissiya  Koweït 100 à 74 victoire de L'IRBinaa/ECTAlger.
- Sources : -
- El-Moudjahid  Algérie N° ? du lundi 18 mars 1996 page 20.
- Ouest Tribune  Algérie du mercredi 20 mars 1996 page 22.
- El- Djemhouria  Algérie no 10368 du mercredi 20 mars 1996 page 23.
- El-Massa  Algérie du jeudi 21 mars 1996 page 17.
- El-Khabar  Algérie no 1628 du jeudi 21 mars 1996 page 24.

### Édition 1997
- la onziéme édition du championnat arabe des clubs champions s'est déroulée a Neuble  Tunisie du 16 au 30 mars 1997.
- Seize équipes engagées dans ces joutes arabes, répartées en quatre groupes lors de la phase préliminaire. les matches joués dans les salles de Béni-Khiar à Neuble et Hammamet  Tunisie.
- compositions des poules : -
- Groupe 1 : -

Stade Nabeulien , Al Riyadhi Beyrouth , Al Jahraa , Al-Mouroudj .
- Groupe 2 : -

Al-Ittihad Alexandrie , Olympique Etoile Goulette Kram , Ohod Club , Al-Nasr (Forfait) ? .
- Groupe 3 : -

Al-Hikma  Liban, El-Zahraa  Tunisie, WABoufarik  Algérie, Al-Djazira  Jordanie.
- Groupe 4 : -

Zamalek , Ittihad Djeddah  Arabie saoudite, USMonastir  Tunisie, ERCAlger  Algérie.
- Résultats : -
- Groupe 3 : - 1re journée : lundi 17 mars 1997 : -
- El-Zahraa  bat Al-Hikma  79 à 68.
- WABoufarik  bat Al-Jazira  79 à 71.
- 2e journée : mardi 18 mars 1997 : -
- El-Zahraa  bat Al-Jazira  92 à 60.
- WABoufarik  bat Al-Hikma  70 à 68 ap.
- 3e journée : mercredi 19 mars 1997 : -
- El-Zahraa  Tunisie bat WABoufarik  Algérie 73 à 72 (mi-temps : 33-42).
- Al-Hikma  Liban / Al-Jazira  Jordanie (../..)
- Groupe 4 : -
- 1re journée : lundi 17 mars 1997 : -
- US Monastir  Tunisie bat Zamalek  Égypte 59 à 55.
- Ittihad Djeddah  Arabie saoudite bat ERCAlger  Algérie 64 à 57.

2eme journée : - mardi 18 mars 1997 : -
- USMounastir  bat ERCAlger  51 à 50.
- Zamalek  bat Ittihad Djeddah  (.. à..) ?
- 3e journée : mercredi 19 mars 1997 : -
- Zamalek  bat ERCAlger  (.. à..)?
- Ittihad Djeddah  bat USMounastir  83 à 62.
- NB : -
- Ittihad Djeddah  et Zamalek  qualifiées au 2e tour a la différence de paniers face aux Tunisiens de Monastir .
- Quelques résultats sur les deux autres groupes : -
- Al-Riyadhi  bat Al-Mouroudj  80 à 58.
- Ittihad Alexandrie  bat EOGKram  Tunisie 79 à 71.
- Ohod Club  Arabie saoudite / En-Nasr  Reporté ?
- 2e tour : -
- Poule A : -
- Ittihad Alexandrie  Égypte, Al-Riyadhi  Liban, EZahra Sports  Tunisie, Zamalek  Égypte.
- Poule B : -
- EOG Kram  Tunisie, WABoufarik  Algérie, Ittihad Djeddah  Arabie saoudite, Stade Nabeulien  Tunisie.
- Poules de Classements : -
- Poule 1 : -
- Al-Hikma  Liban, ERCAlger  Algérie, Al-Jahraa  Koweït, Ohood Club  Arabie saoudite.
- Poule 2 : -
- USMounastir  Tunisie, Al-Mouroudj  Libye, Al-Jazira  Jordanie, En-Nasr (Forfait)  Libye.
- 2e Tour (Principal) : -
- Résultats : -
- Premiére Journée : -
- Samedi 22 mars 1997 : -
- EZahra sports  bat Al-Riyadhi  81 à 75.
- Zamalek  bat Ittihad Alexandrie  76 à 56.
  - Ittiha Djeddah  bat EOGKram  76 à 69.
  - Stade Nabeul  bat WABoufarik  76 à 61.
- Deuxiéme Journée : -
- Dimanche 23 mars 1997 : -
- Zamalek  bat Al Riyadhi  82 à 69.
- Ittiha Alexandrie  bat EZahra sports  59 à 57.
  - lundi 24 mars 1997 : -
- A Nabeul : - 17h00 :- EOG Kram  bat WABoufarik  75 à 66.
- A Nabeul : - 19h00 :- Stade Nabeulien  bat Ittihad Djeddah  62 à 60.
- Troisiéme Journée : -
- Mardi 25 mars 1997 : -
- Zamalek sports  / EZahra sports  (../..) ?
- Arriyadhi  / Ittihad Alexandrie  (../..) ?
  - Mercredi 26 mars 1997 : -
- 21h00 : à Nabeul :- WABoufarik  / Ittihad Djeddah  Arabie saoudite (../..) ?
- a Nabeul  Tunisie : - Stade Nabeulien  / EOG Kram  (../..) ?
- DEMI-FINALES : -
- Vendredi 28 Mars 1997 : -
- Stade Nabeulien  bat AZahraa Sports  61 à 60.
- Zamalek  bat Ittihad Djeddah  79 à 69.
- Finale : -
- Dimanche 30 Mars 1997 a Nabeul  Tunisie : -
- Stade Nabeulien  bat Zamalek  60 à 55 (mi-temps (34-36).
  -     - Matchs de Classement : -
- 5e-8e place : -
- Vendredi 28 mars 1997 :
- WABoufarik  bat Ittihad Alexandrie  par Forfait
- EOGKram  bat Arriyadhi  65 à 60.
  - Samedi 29 mars 1997 : -
- 5e place : - WABoufarik  Algérie bat EOG Kram  Tunisie 70 à 67.
  - 7e place : - Arriyadhi  Liban bat Ittihad Alexandrie  Égypte par forfait.
- 3e place : - Ezahra sports  Tunisie bat Ittihad Djaddah  Arabie saoudite (../..) ?
- Matchs de classements :
- Poule 1 : -
- 1re journée : - Samedi 22 mars 1997 : -
- ERCAlger  bat Ohood Club  95à 91 (mi-temps : 50-43).
- Al-Hikma  bat Al-Jahraa  (..à..) ?
- 2e journée : - Dimanche 23 mars 1997 : -
- ERCAlger  bat Al-Jahraa  79 à 70 (mi-temps : 40-38).
- Al-Hikma  / Ohood Club  (../..) ?
- 3e journée : - lundi 24 mars 1997 : -
- Al-Hikma  bat ERCAlger  75 à 56 (mi-temps : 30-24).
- Ohood Club  / Al-Jahraa  (../..) ?
- Poule 2 : -
- Al-Mouroudj  bat Al-Jazira  75 à 63.
- USMounastir  bat Al-Mouroudj  (../..) ?
- USMounastir  / Al-Jazira  (../..) ?
- Matches de Classements : -
- 9e -12e place : -
- Vendredi 28 mars 1997 à Hammamet  : -
- ERCAlger  bat USMounastir  63 à 57.
- Al-Hikma  bat Al-Jazira  (../..) ?
- 9e place : -
- Samedi 29 mars 1997 à Hammamet  Tunisie : -
- ERCAlger  Algérie bat AL-Hikma  Liban 79 à 64.
- 11e place : -
- USMounastir  Tunisie bat Al-Jazira  Jordanie (../..) ?
- 13e place : -
- Al-Mouroudj Club  Libye bat Ohood Club  Arabie saoudite par Forfait.
- 15e place : - Al-Jahraa Club  Koweït.

SOURCES : -
- El-Khabar,  Algérie no 1919 du mardi 18 mars 1997 page 17.
- Le Matin, Algérie no 1557 du mardi 18 mars 1997 page 24.
- Echaab,  Algérie du mercredi 19 mars 1997 page 21.
- Le Matin,  Algérie no 1560 du Samedi 22 mars 1997 page 21.
- Le Quotidien d'Oran,  Algérie no 680 du Dimanche 23 mars 1997 page 21 et  no 681 du lundi 24 mars 1997 page 21.
- A-Chaab,  Algérie du Mardi 25 mars 1997 page 20.
- le journal ; A-Chab du Mercredi 26 mars 1997 page 20.
- le journal Al-Chaab du jeudi 27 mars 1997 page 20.
- le journal El-Khabar no 1928 du samedi 29 mars 1997 page 16.
- A-Chaab du Dimanche 30 mars 1997 page 20.
- Echaab du lundi 31 mars 1997 page 21.

### Édition 1998
la 12e édition s'est déroulée à Beyrouth au Liban du 18 au 30 mars 1998.
- Equipes Participantes :
- Al-Hikma et Al-Tadhamoun (Liban), WABoufarik(champion d'algerie) et DRBStaouéli (Algerie) vainqueur du tournoi d'Excellence, Stade Nabeulien (Tunisie), Al-Quadissiya (Koweit), Al-Ahly Emarates, Al-Rayane du Qatar, et Al- Ittihad Saoudi.
- le tirage au sort été effectué le jeudi 19 mars 1998 à beirouth.
- le WABoufarik rencontrera dans ce premier tour l'ittihad saoudi, tadhamoun (liban) et ahly (eau). tans-dis que le DRB Staouéli, par contre en découdra avec le Stade Nabeulien (tunisie), el- hikma (liban) et le nadi qatar.
- programme :
- Audjourd'hui : samedi 21 mars 1998 :
- Salle Chiheb :
- 18h : WABoufarik (Algerie) - Thadhamoun (Liban)
- Salle Ghazir :
- 20h : DRBStaouéli (Algerie) - Al-Hikma (Liban)
- Demain : Dimanche 22 Mars 1998 :
- Salle Chiheb :
- 17h : WABoufarik - Ahly (EAU)
- Salle Ghazir :
- 19h : DRBStaouéli - Nadi Qatar
- Parmi les résultats, on trouve :
- 1er tour :
- DRB Staouéli (Algerie) bat Stade Nabeulien (Tunisie) 90-80.
- WABoufarik (Algerie) bat Al-Ittihad Saoudi (78-66)
- DEMIS-FINALES :
- samedi 28 mars 1998 à juniah, banlieue à 20 km au nord de Beyrouth
- WA Boufarik bat  Ittihad (Djeddah) (en) 82-80 (mi-temps ; 36-30).
- Club Sagesse bat  Al-Hilal 81-68.
- Finale :
- Lundi 30 mars 1998 à 19h 00 à Beirouth :
- Finale :  Club Sagesse bat  WA Boufarik 80-72 (mi-temps : 34-41).
- Matches de Classement :
- Match pour la 3e place :  Ittihad (Djeddah) (en) bat  Al-Hilal Al-Saoudi 100-87.
- Match pour la 5e place :  Al-Riyadhi bat  DRB Staouéli 92-90.
- Source :
- La Nouvelle République no 50 du lundi 30 mars 1998 page 19.
- SAWT AL-AHRAR no 21 du Jeudi 21 mars 1998 page 18.
- Le Matin no 1864 du samedi 21 mars 1998 page 14.
- EL-KHABAR no 2225 du Dimanche 22 mars 1998 page 24.
- El-Mountakheb El-Djadid no 93 du samedi 4 avril 1998 page 19.

## Bilans

### Par pays
| Pays                | Victoires | Clubs                                                                                |
| ------------------- | --------- | ------------------------------------------------------------------------------------ |
| Égypte              | 11        | Al Ittihad Alexandria SC (7), Gezira Sporting Club (3), Al Ahly (1)                  |
| Liban               | 9         | Riyadi Club Beyrouth (5), Club Sagesse (2), Homenetmen Beyrouth (1), Beirut Club (1) |
| Tunisie             | 3         | Étoile sportive du Sahel (2), Stade nabeulien (1)                                    |
| Libye               | 2         | Ahly Benghazi S.C. (en) (2)                                                          |
| Syrie               | 2         | Al Ittihad Alep (en) (1), Al-Jalaa Damas (1)                                         |
| Irak                | 2         | Al-Rasheed (2)                                                                       |
| Qatar               | 2         | Al-Rayyan SC (en), Al-Arabi SC (2)                                                   |
| Algérie             | 1         | IRB Alger (1)                                                                        |
| Jordanie            | 1         | Zain Club (en) (1)                                                                   |
| Émirats arabes unis | 1         | An Nahl Sharjah (1)                                                                  |
| Arabie saoudite     | 1         | Ittihad (Djeddah) (en) (1)                                                           |
| Koweït              | 1         | Al Kuwait SC (en) (1)                                                                |

### Par clubs
| Club                     | Pays                | Victoires | Années                                   |
| ------------------------ | ------------------- | --------- | ---------------------------------------- |
| Al Ittihad Alexandria SC | Égypte              | 7         | 1987, 1991, 1995, 1996, 2002, 2018, 2019 |
| Riyadi Club Beyrouth     | Liban               | 5         | 2005, 2006, 2007, 2009, 2010             |
| Gezira Sporting Club     | Égypte              | 3         | 1993, 2000, 2001                         |
| Al-Rasheed               | Irak                | 2         | 1988, 1990                               |
| Club Sagesse             | Liban               | 2         | 1998, 1999                               |
| Étoile sportive du Sahel | Tunisie             | 2         | 2015, 2016                               |
| Ahly Benghazi S.C. (en)  | Libye               | 2         | 2012, 2013                               |
| Homenetmen Beyrouth      | Liban               | 1         | 2017                                     |
| Beirut Club              | Liban               | 1         | 2023                                     |
| Stade nabeulien          | Tunisie             | 1         | 1997                                     |
| Al Ittihad Alep (en)     | Syrie               | 1         | 1992                                     |
| Al-Jalaa Damas           | Syrie               | 1         | 1978                                     |
| Al-Rayyan SC (en)        | Qatar               | 1         | 2014                                     |
| IRB Alger                | Algérie             | 1         | 1989                                     |
| Zain Club (en)           | Jordanie            | 1         | 2008                                     |
| An Nahl Sharjah          | Émirats arabes unis | 1         | 2011                                     |
| Ittihad (Djeddah) (en)   | Arabie saoudite     | 1         | 2004                                     |
| Al Ahly                  | Égypte              | 1         | 2021                                     |
| Al Kuwait SC (en)        | Koweït              | 1         | 2022                                     |
| Al-Arabi SC              | Qatar               | 1         | 2024                                     |